# Kiss Tamás (építész)
Kiss Tamás (Iván, 1936. március 19. –) okleveles építészmérnök, városépítész. Szakmai pályafutása során az építészet különböző területein tervező, szervező, vezető, kutató tevékenységet végez, igazságügyi szakértő. A Belügyminisztérium nyugalmazott főtanácsosaként Veszprémben a családi szervezésű Telinfo Systems tervező munkacsoport vezető tervezője, szakíró. Munkásságát számos elismeréssel jutalmazták, majd a Budapesti Műszaki és Gazdaságtudományi Egyetem Szenátusa 2011-ben aranydiploma, 2021-ben gyémántdiploma adományozásával ismerte el.

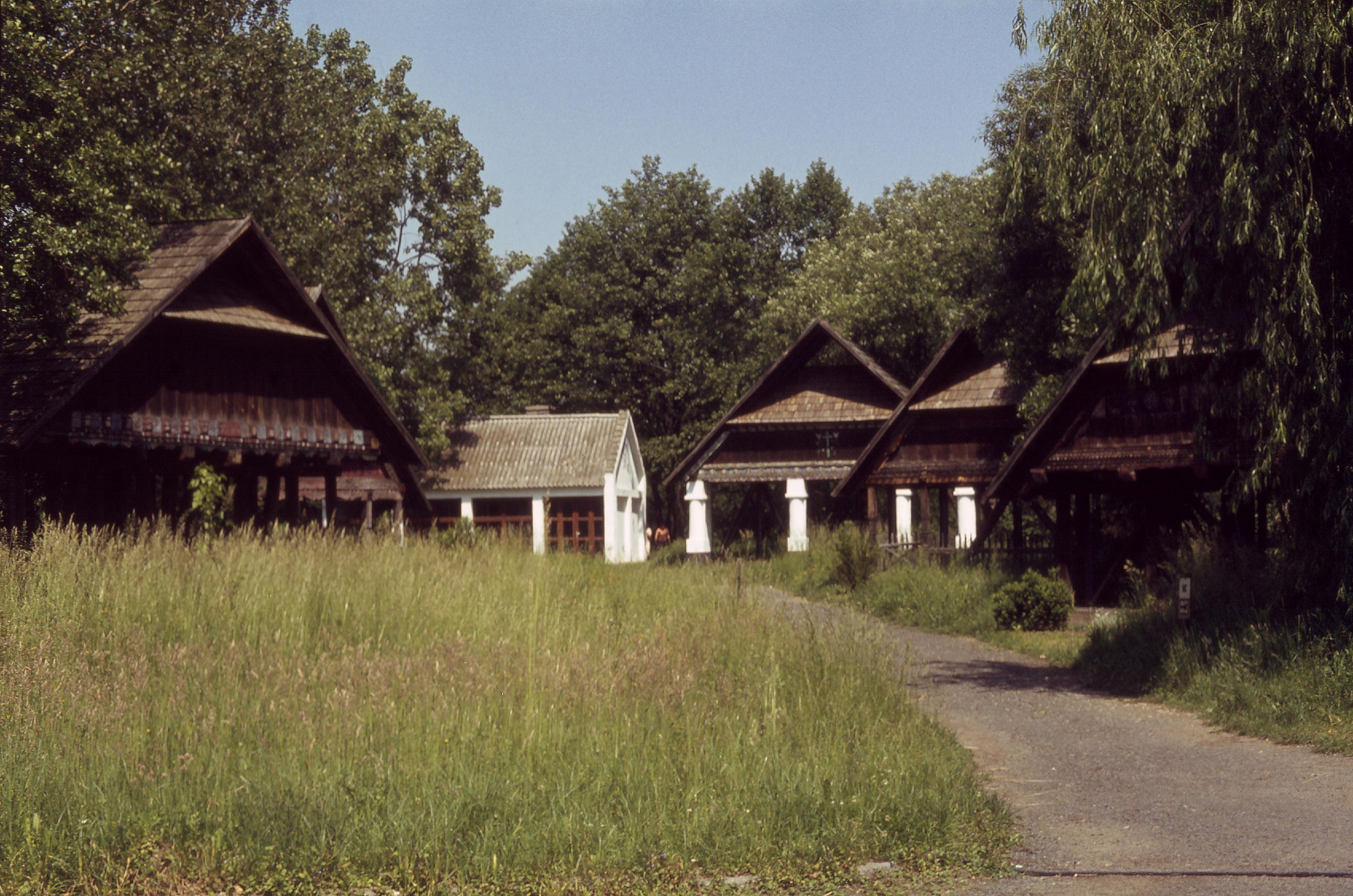
Göcseji Falumúzeum: Népiépület-mentések (KT. 1964)

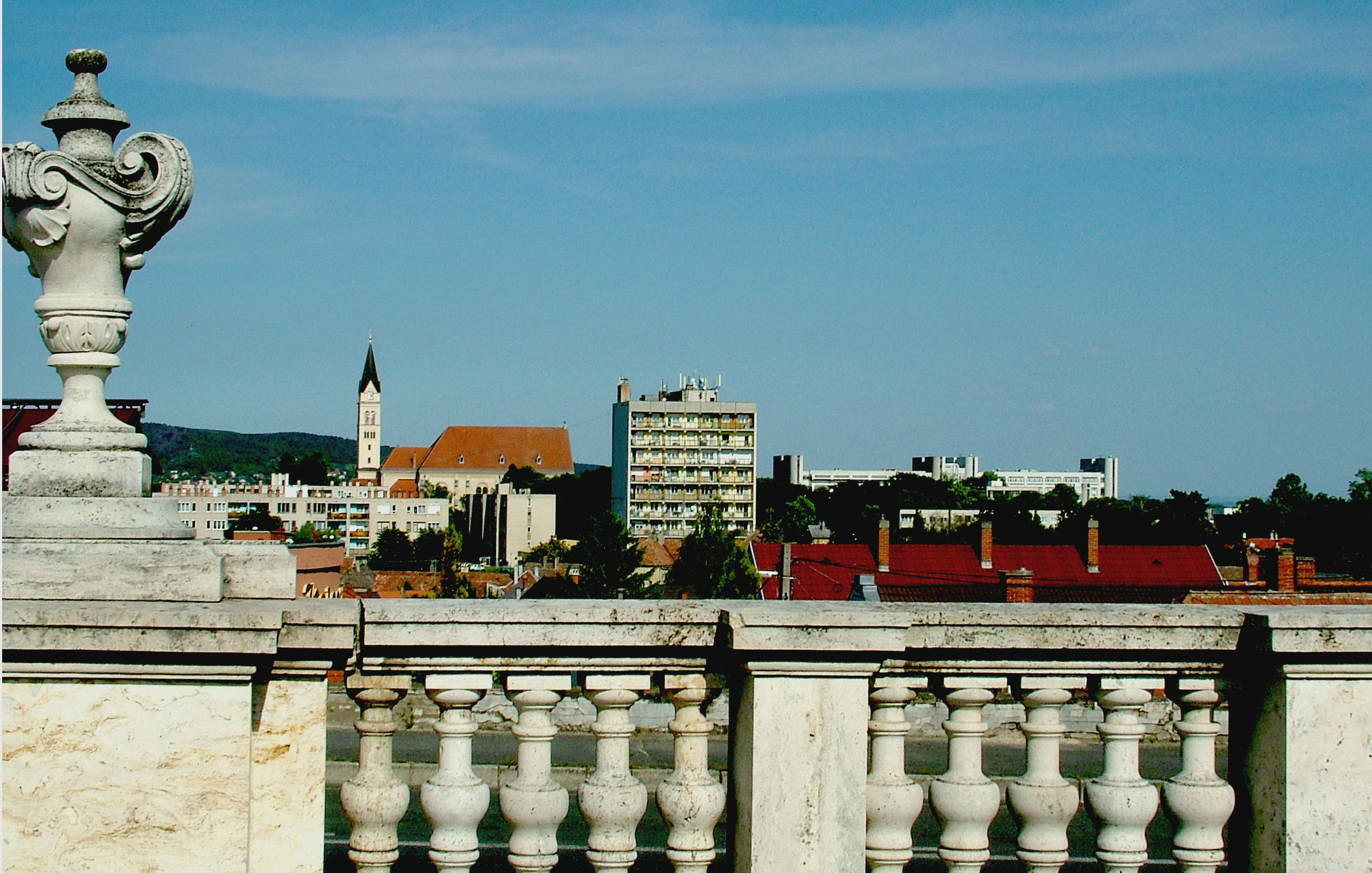
Keszthely: Vásártéri alközpont (KT. 1968)

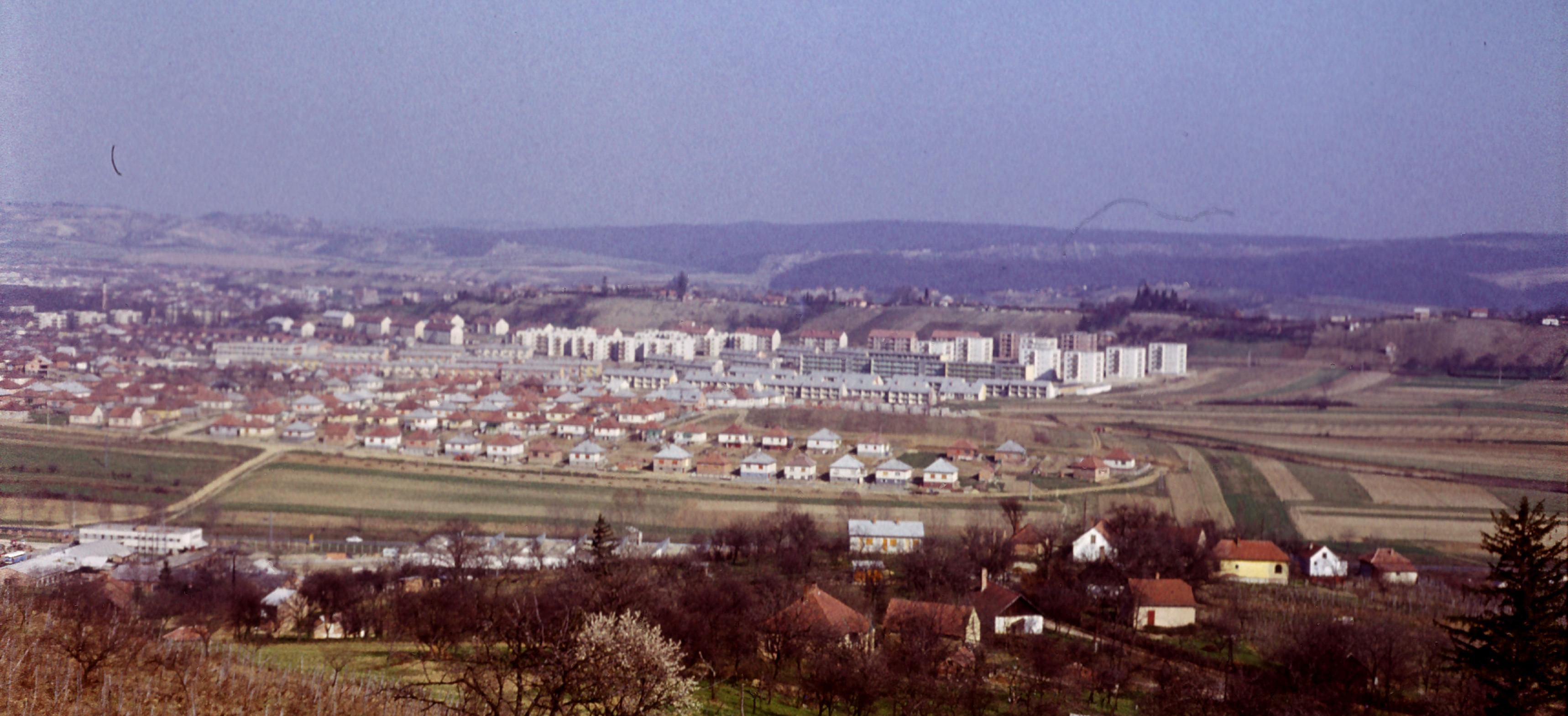
Zalaegerszeg-Kertváros (Terv: KT. 1975)

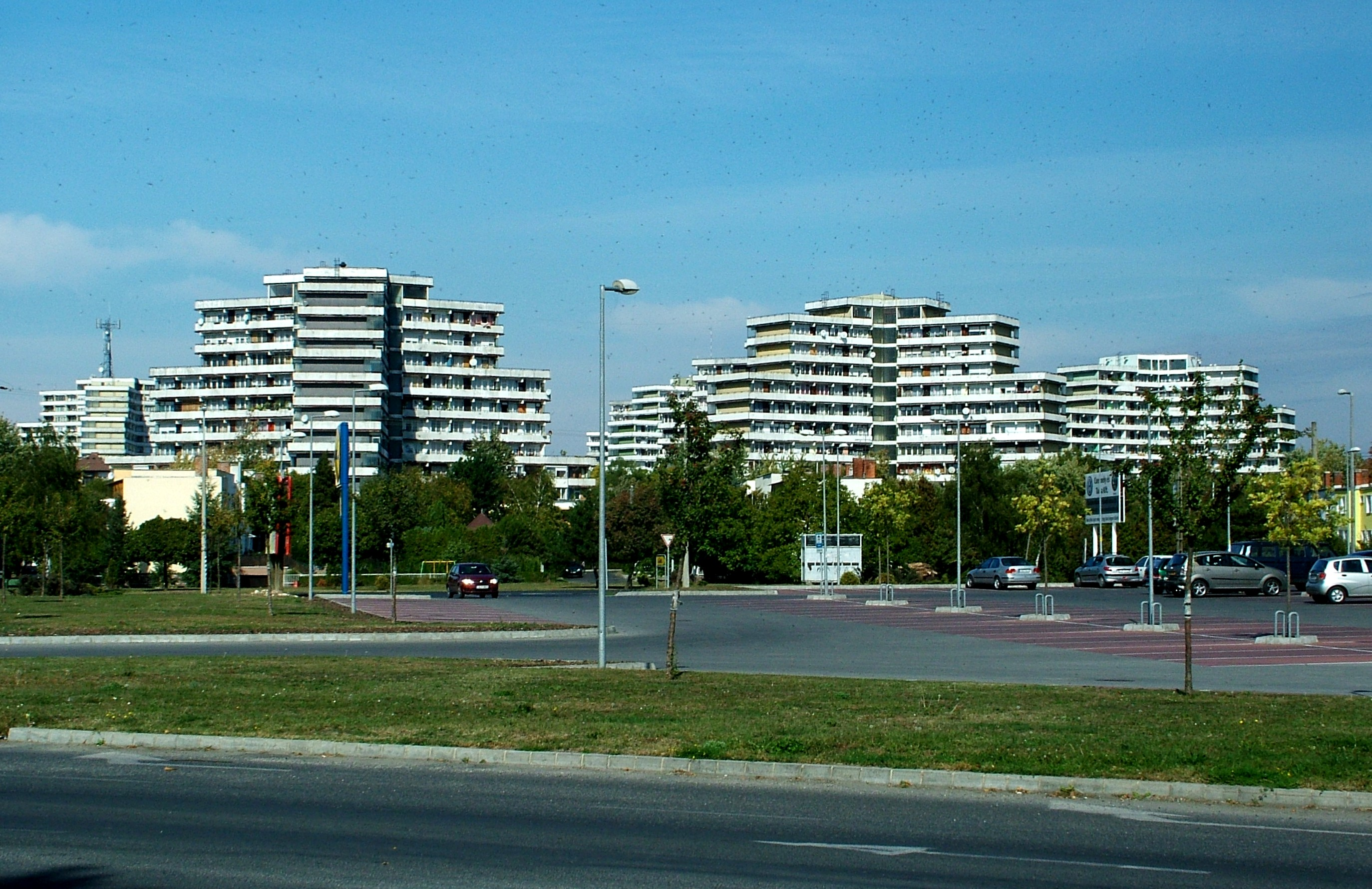
Tapolca: Y házak (ZÁÉV.KT./HG.1969)

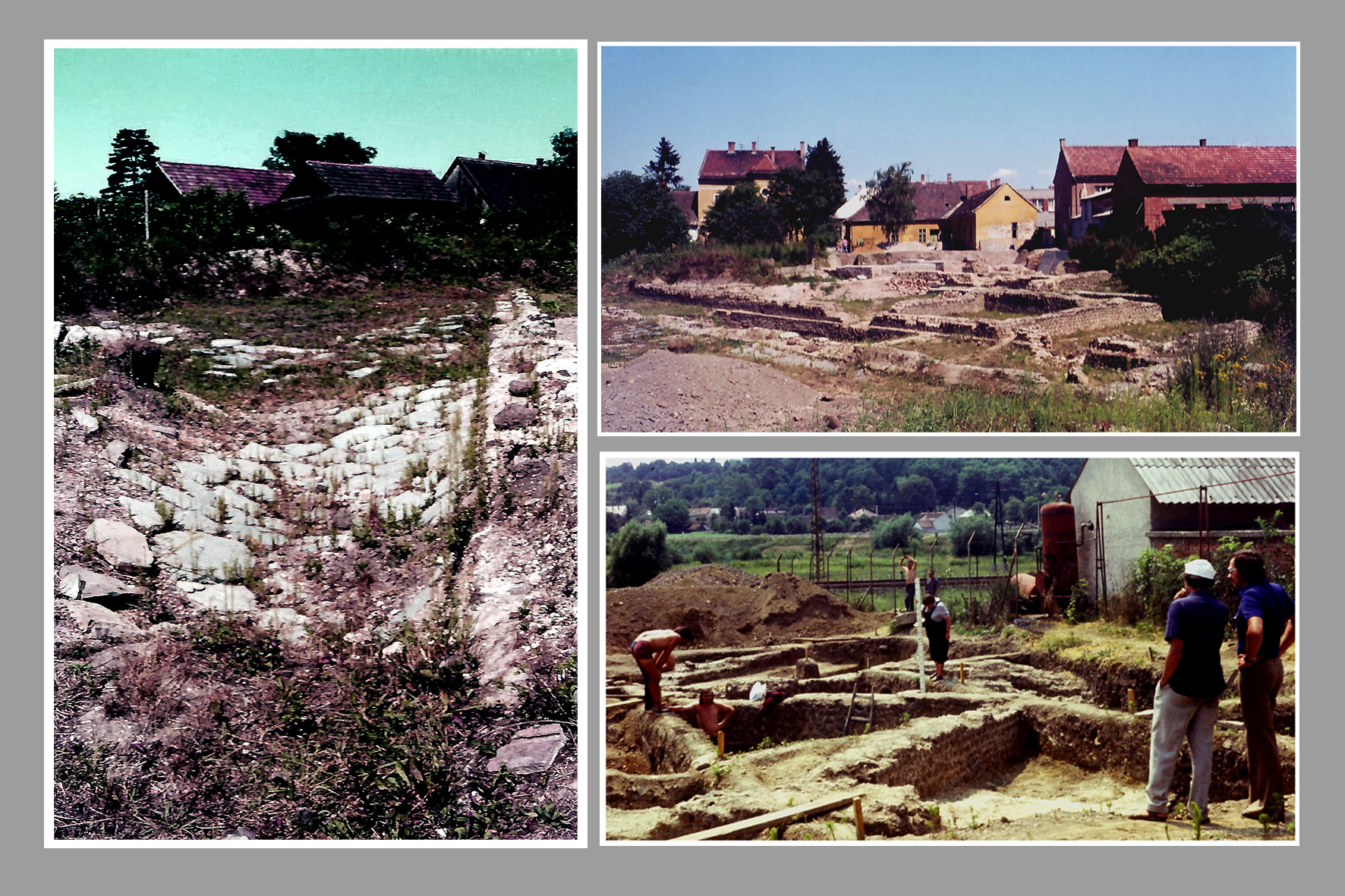
Zalalövő, Aelium Salla régészeti feltárása

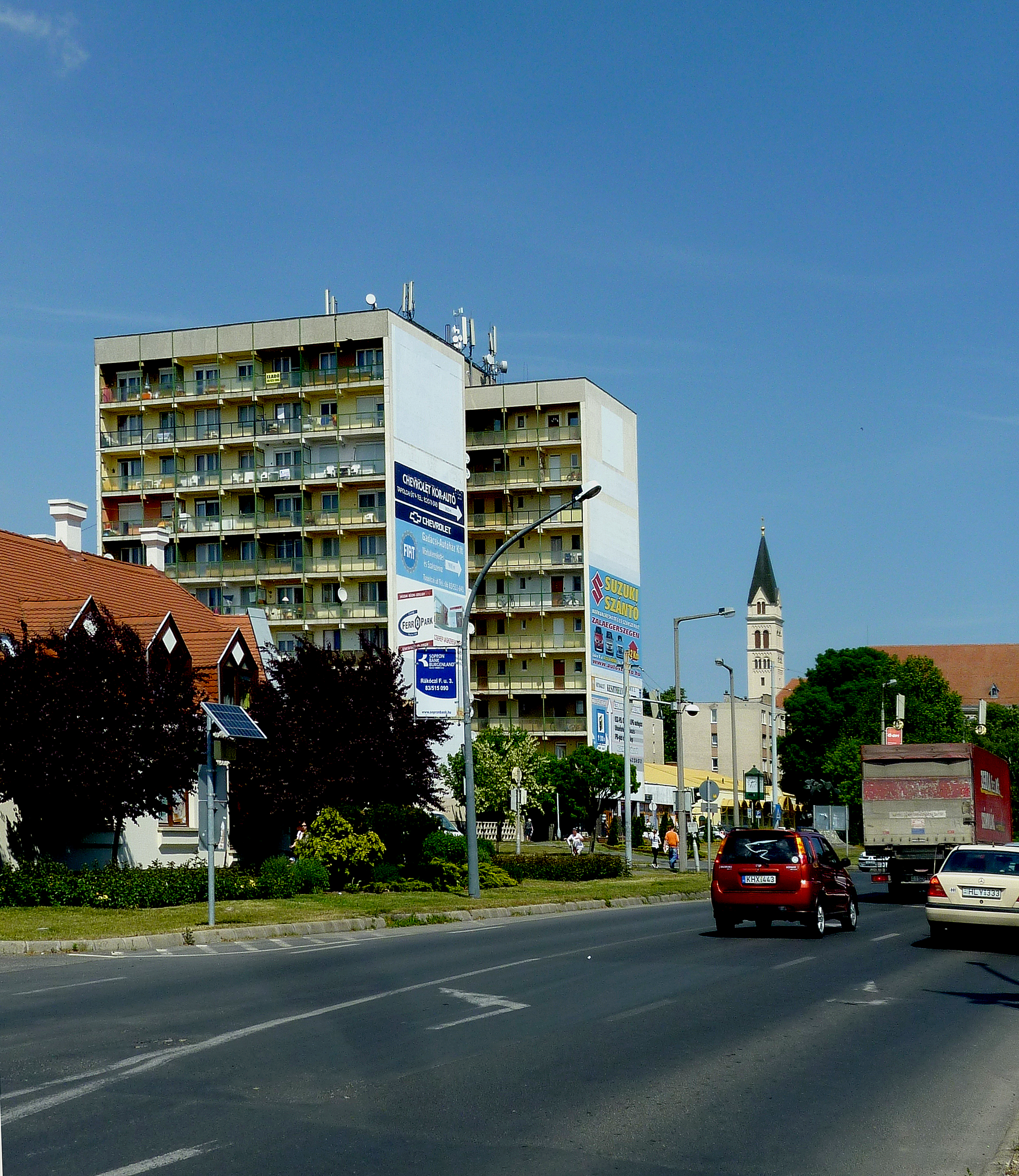
Keszthely:, Vásár tér (1969)

## Élete
A Győr-Sopron megyei Iván községben, háromgyermekes polgári családban született, édesapja kereskedő volt.

### Tanulmányai

#### Középiskolái, első munkahelyei
- 1950–1951: Budapest, Kossuth Lajos Közgazdasági Gimnázium
- 1951–1954: Sopron, Széchenyi István Reálgimnázium
- 1954 és 1957 között egyetemi felvételét 9-szer visszautasították.
- 1954-ben az ajkacsingeri szénbányában polgári/politikai rabok közt csillés segédmunkás.
- 1955–57-ben a MASZOBAL[4] halimbai központjában műszaki rajzoló, betanított földmérő, térképszerkesztő.

#### Szakképzések
- 1956-ban levelező-, majd 1957-től nappali tagozatos a BME (akkori nevén: ÉKME)[5] építészmérnöki karán. Ez időben a Pannónia Filmstúdió építész szakértője, illetve a VÁTI gyakornoka.
- 1961-ben kitűnően diplomázott. Diplomamunkája a weimari nemzetközi diplomaterv-pályázat második helyezettje volt.

#### Posztgraduális és egyéb képzések
- Filozófia szakosító
- Politikai gazdaságtan szakosító
- Általános államigazgatási- valamint építésügyi szakvizsgák
- Városépítés-városgazdálkodás szakmérnöki
- Urbanisztikai szabadegyetemi kurzusok (előadó és hallgató)
- Műemléki szabadegyetemi kurzusok (előadó és hallgató)
- Közigazgatási szabadegyetemi kurzusok (előadó és hallgató)

### Családi- és magánélete
- 1961-ben társadalmi ösztöndíjasként Zalaegerszegre került
- 1967-ben kötöttek házasságot, felesége Simon Ildikó (közgazdász)
- 1977-ben Debrecenbe költöztek
- 1982-ben a családdal az Alföldről visszaköltöztek Veszprémbe
- 1982–91 között Veszprém Város főépítésze
- 1993–96 között a Belügyminisztérium főtanácsosa
- 1996-ban, majd felesége 2000-ben nyugdíjba vonultak; Veszprémben élnek, magántervezők
- Gyermekeik: Andrea (magyar–angol tanár, belsőépítész), András (IBM szakértő, informatikus)

## Szakmai pályafutása
- 1961–1969: Társadalmi ösztöndíjasként a Zala megyei ÁÉV-nél felelős beosztásokban sajátította el az építési szakmát.[6] 1961–1969. ZÁÉV:[7] szerkezet-előregyártó üzemvezető (1961), balatonparti építésvezető (1962), főépítésvezető (1963–64), műszaki (vállalkozási-) osztályvezető(1965), tervezési osztályvezető (1968-tól). Mellékfoglalkozásként igazságügyi szakértő, szakközépiskolai és szakiskolai oktató. Kivitelezéssel kapcsolatos szakmai publikációk, szakmai tanulmányutak (Szovjetunió, Csehszlovákia, NDK, Jugoszlávia, Ausztria, Dánia). Az ÉVM ausztriai munkavállalását nem engedélyezte, helyette a mongóliai (Ulan Batori biokombinát) építésvezetőjének jelölte ki.
- 1969–1974: Zala Megyei Tervező Vállalat (Zalaterv) irodavezető-főmérnök
- 1974–1977: Zala Megye Főépítésze
- 1977–1982: ÉVM ajánlással Debrecenben, a város új általános rendezési tervén dolgozik, a HAJDUTERV[8] irodavezető-főmérnöke
- 1982–1991: Veszprém Város Műszaki Osztályvezető-Főépítésze
- 1991–1992: Ajka Város Műszaki Osztályvezető-Főépítésze[9]

- 1993–1996: Belügyminisztérium: Min. Főtanácsos
- 1996-tól: nyugdíjas, a Telinfo-Systems tervező munkacsoportot vezeti
- 2015-től : archeologiai és turistautazások, ismeretterj. archiválások

### Általa művelt szakterületek
Életrajza szerint szerencsés (szak)embernek tekinti magát, mivel választott élethivatása változatos körülményekkel, feladatokkal látta el. Ha az események úgy hozták, vagy kikényszerítették, az építészeten belül, pályamódosítás nélkül tudott témát, munkahelyet – ha kellett lakóhelyet is – váltani, esetenként „több lovat is megülni".

#### Építés, építőipar
Önéletírása szerint: „E vállalatnál (ZÁÉV) kezdettől felelős beosztásokban sajátítottam el az építési szakmát. Igazgatóm – jeles-diplomás szerzeményével – erőszakosan, újabb és újabb őrült igényekkel, feladatokkal hajtott előre a szakmai borotvaélen és – váljék becsületére – a ranglétrán."
- Jelentősebb kivitelezési munkái:[10]

#### Építészeti tervezés
Építész tervezőként tevékenysége főként – néhány ipari-, kereskedelmi, idegenforgalmi létesítmény kivételével – elsősorban a tömeges lakásépítés, lakótelep-építés különböző technológiáira (középblokk-, öntöttház-, csúszózsalus-) irányult.
- Jelentősebb építészeti tervei:[11]

#### Településtervezés
Jelentősebb kivitelezési és építészeti tervezési tapasztalatok után, 1969-től tért vissza a településtervezéshez. Ez irányú tevékenysége egyúttal a tervezés, fejlesztés folyamatos módszertani útkeresése (településcsoport-tervezés, fejlesztési/rendezési folyamattervezés, az (tér)informatikai lehetőségek integrálása stb.). ÉVM megbízásra készítette el Püspökladány és körzetének kísérleti településtervét, BM megbízásra dolgozta ki a Telinfo-ver.1.0. számítógépes tervezési szoftvert, kezdeményezte a településtervezés térinformatikai eszköztárának alkalmazását (OMFB). Tervei közt kiemelt helyet foglalnak el a várossá váló településekre készített település(ÁRT)-tervei (Körmend, Lenti, Zalaszentgrót, Püspökladány, Mátészalka, Enying), továbbá városrésznyi lakótelepek (Nagykanizsán, Zalaegerszegen, Debrecenben, Mátészalkán, Veszprémben), majd – 2004 után – kertvárosias lakóparkok. Szívesen emlékezik vissza a nívódíjat nyert Debrecen belvárosrehabilitáció előtervére is (1981–82).
- További településtervei:[12]

#### Építésigazgatás
Munkakörváltásaiból adódóan három olyan időszak emelhető ki, amikor építésigazgatási tevékenysége volt meghatározó.
- Zala megyei főépítészként (1973–77) fő tevékenysége az építésigazgatás szabályozási-, rendezési tervellátására, a településfejlesztési kérdésekre, és koordinációkra, a megyei településterv-ellátására irányult[13]
- Veszprém városi építési osztályvezető-főépítészként (1982-92) a mindennapi igazgatási-, nyilvántartás- és szervezetalakítási feladatok, az aktuális kiemelt fejlesztési-, rekonstrukciós munkák (színház-, vár-, megyeház-, múzeumrekonstrukciók, lakótelepi befejezések) hatósági figyelemmel kísérése és a városszerkezet fejlesztési javaslatai a jellemzők[14]
- Belügyminisztériumi keretek közt (1993–96) fő tevékenységében a településügy elméleti-országos és nemzetközi szervezési és koordinációs-, jogszabály-előkészítő részterületei mellett településelméleti kérdésekZala domináltak.
- Vonatkozó főbb írásai:[15]

#### Műemlékvédelem
- Zalaegerszeg: Fiatal építészként, vállalatával részt vett a Zala-megyei népi építészeti emlékek mentésében, a Göcseji Falumúzeum épületanyagának begyűjtésében. Településtervezői munkái közben tovább kutatta a helyi építészeti emlékeket, s kezdeményezte helyi védelembe helyezésüket.
- Debrecen: elkészítette a város műemlék-nyilvántartását.
- Veszprém: társakkal kezdeményezte és elkészítette a megyei műemlékek számítógépes nyilvántartását; építési hatóságként irányította a veszprémi belváros-rekonstrukció munkáit; megszervezte, szakmailag, pénzügyileg irányította a Veszprémi Várnegyed kiemelt jelentőségű rekonstrukcióját.
- Publikációkkal, rendezvényekkel, fotódokumentációkkal (ICOMOS-tagként) népszerűsítette a műemlékvédelem eredményeit.
- Elkészítette és az Európa Tanács-hoz eljuttatta Veszprém város jelentkezési dokumentációját (a századforduló építészetének nemzetközi kutatásához).

#### Régészet
- Zala megyei főépítészként kezdeményezte a zalalövői municipium Aelium Salla régészeti területének feltárását, védelembe helyezés, ellátta pénzügyi és szakmai szervezését.
- Városi főépítészként megszervezte és irányította a Veszprémi Várnegyed előzetes- és leletmentő régészeti kutatását.

#### Térinformatika
- A Belügyminisztérium szakmai és pénzügyi támogatásával elkészítette (informatikus társával) a „Telinfo.ver.1.1." számítógépes településrendezési rendszerprogramot (szerz. jogv.). Elvégezte kísérleti bevezetését (Ajka-Bakonygyepes, Salföld, Enying, Balatonfüred-Kéki-p. ter. rend. terveinek elkészítésekor).
- Elkészítette a településtervezés számítástechnikai alkalmazásának módszertani javaslatát (BM részére)
- Minisztériumi képviseletet látott el a TNP (Térinformatikai Nemzeti Project) szervezésében (OMFB), az országos digitális térképkészítési- és szabványosítási programban (OMFB_MéM), az évenkénti szolnoki térinformatikai konferenciákon, a kétévenkénti GIS-LIS nemzetközi konferenciáin.
- Az előzők szakmai megalapozásához elkészítette a „Közterületek Szabályozási Kérdései" c. tanulmánytervet (OMFB).
- Kapcsolatos cikkek:[16]

#### Tudományos kutatási munkák
- településelmélet (MTA VEAB)[17]
- településtervezési módszertan (BM megbízásokra)
- a számítástechnika településügyi hasznosítása (BM és OMFB: TNP)[18]
- EUROSTAT–KSH–BME: Műholdas területértékelési rendszer bevezetése
- A településfejlődés főbb jellemzői Magyarországon – BP. 1995. BM belső dok. – KT_ARCHÍV_VeML
- Gondolatok napjaink településtervezési gyakorlatáról I. rész: A településpolitikai környezet- Szubjektív megítélésben (BM felkérésére) 1992.11.25. – BM dok./ KT_ARCHÍV_VeML
- A településfejlesztés és –rendezés tervezési rendszere II. rész (Szabályozási koncepció) – Vp./Budapest 1995.06. – BM felkérésre – BM dok/ KT_ARCHÍV_VeML.
- Vonatkozó főbb írásai:[19]

### Társadalmi és közéleti tevékenysége
- Országos Főépítész Kollégium: alapító tag (1986–92)
- MTA–VEAB:[20] Településtudományi Albi-zott-ság: tag (1984–91)
- ÉTE:[21] Városépítési Szakbizottság: (tag 1961–96)
- MÉSZ:[22] tag (1984–2004)
- MTESZ:[23] urbanisztikai szakbi-zottság elnöke (1974–77) és (1982–2004)
- MUT:[24] (egy időben vezetőségi)tag
- ICOMOS:[25] tag (1986–2000)
- INTA–AIVHN:[26] tag
- ISG:[27] tag

### Részvétel bizottságokban és programokban
- Nyugat-zalai Idegenforgalmi Fejlesztési Bizottság (1972–77)
- Zalakaros Idegenforgalmi Fejlesztési Bizottság (1972–77)
- Zalaegerszeg Városi Tanács Településfejlesztési Bizottság (1970–74)
- MTA Balaton Vízvédelmi Bizottság (1974–77)
- Délnyugat-Dunántúl Fejlesztési Tanácsa (1972–77)
- Hajdú-Bihar Megyei Tanács Területfejlesztési Bizottság (1980–82)
- Részt vesz a BM által szervezett válságkezelési programokban (Borsodi-, Szabolcsi-, Nyírségi stb.: 1993–1996).
- A Miniszterelnök részére elkészíti a központi támogatással folyó településfejlesztés helyzetfeltárását és értékelését (1993–94).
- Kormányt képviseli az ENSZ HABITAT bukaresti konferenciáján (1993).
- Kidolgozza az MTA OTKA[28] keretében szervezett településtudományi kutatási programot (1995).
- Társszerzője „A Települési Önkormányzatok négy éve 1990–1994" című BM-kiadványnak (1995).
- Veszprém Megyei Területfejlesztési Tanács: (2000–2004): felkért szakértő

### Oktató–előadó tevékenység (másodállások és eseti felkérések)
- Zalaegerszegi Építőipari Gimnázium: (épületszerkezet, építészettörténet, szakrajz)
- Építőipari Szakmunkásképző Intézet: (építőanyagok, kőműves-szerkezetek, szakipari munkák)
- BME Urbanisztikai Tanszék : meghívott előadó (településelmélet, közigazgatás)
- Soproni Faipari Egyetemen: felkért előadó (építészet, városrekonstrukció):
- Földmérési és Térképészeti Főiskola, Székesfehérvár: meghívott előadó (térinformatika)
- OLLO (angol–magyar) program: földmérés és műszaki Igazgatás (tanterv és jegyzet)
- Veszprémi Egyetem Környezetvédelmi szak: (tanterv, jegyzet és előadói meghívás)
- Egri Műemléki Szabadegyetem kurzusai (1982–88: hallgató és előadó)
- Savaria Urbanisztikai Nyári Egyetem kurzusai (1986–1996: hallgató és előadó
- Veszprémi Közigazgatási Szabadegyetem kurzusai (1984–1990: hallgató és előadó)
- Grazi Műsz. Egyetem: meghívott előadó (Veszprém belvárosrekonstrukció)
- Halle a. d. Saale: Műszaki Főiskola: Előadás (Veszprém belvárosrekonstrukció)

### Nyugdíjas tevékenysége
- Településrendezési tervezések (Vas- és Fejér megyékben)
- Igazságügyi szakértés (országos hatáskörben)
- Európa Tanácsi kutatások (EUROSTAT-KSH–FTI-BME): a műholdas távérzékelés közigazgatási bevezetése
- OLLO-program: a londoni és soproni egyetemek által szervezett távoktatási program előadói tematika és jegyzet
- Szakértő a Veszprém Megyei Területfejlesztési Tanácsban (1997–2004)
- Ritkábban épülettervezési munkák.
- 2010- től csak utazások archeológiai fotó- és alpesi hágótúrákra, ismeretterjesztés.[29]

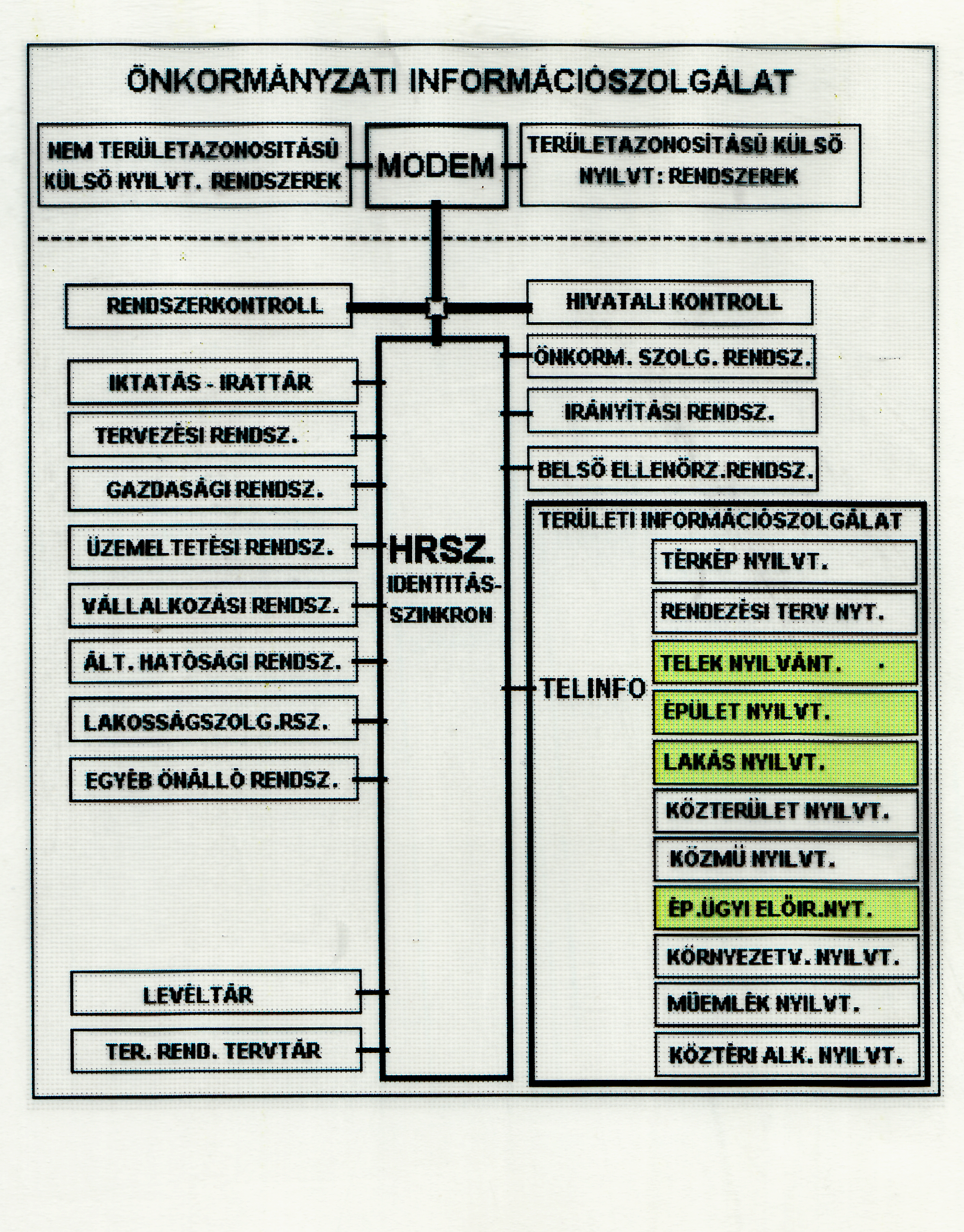
Az e-közigazgatás „TELINFO"- modellje (KT 1986)

### Publikációi
Néhány önállóan megjelent kivételével – többségében szakmai és hivatalos gyűjteménykötetekben találhatók. Jelentős mennyiségű szakmai és személyi dokumentumait a Veszprém Megyei Levéltár őrzi. Ismeretterjesztő fotói és írásai a Google, Panoramio, Wikipedia oldalain.
- Jelentősebb publikációi, írásai:[30]

## Szakmai és közéleti elismerések
- 1967: Kiváló Újító arany f. (Zalaegerszeg Magasházak mélyalapozási technológia)
- 1971: Nívódij (Körmend városrendezési tervei)
- 1973: Zalaegerszegért Emlékplakett (A város távlati fejlesztési terve)
- 1979: Nívódij (Püspökladány és körzet kísérleti rendezési tervei)
- 1980: HBM Tanácselnöki elismerés (Hortobágyi Páncéloscsta Emlékhely terve)
- 1981: Kiváló Társadalmi Munkáért aranyérem (Debrecen, 1200 fh. FICC Camping terve)
- 1981: Debrecen, Kiváló Társadalmi Munkáért (Családi jutalomüdülés)
- 1981: Nívódíj ( Debreceni Belváros-rekonstrukció városrend. előterve)
- 1982: Pro Urbe Díj (ÉVM: kísérleti tervezés módszertanáért)
- 1988: Belügyminiszter: Elismerés (Veszprémi Várnegyed rekonstrukció irányításáért)
- 1989: MTESZ-Nagydíj: (Településtudományi elméleti munkáiért)
- 1995:  Nagykanizsa Város Aranyérem (A korábbi városrendezési tervekért)